# Lalbag-Fort

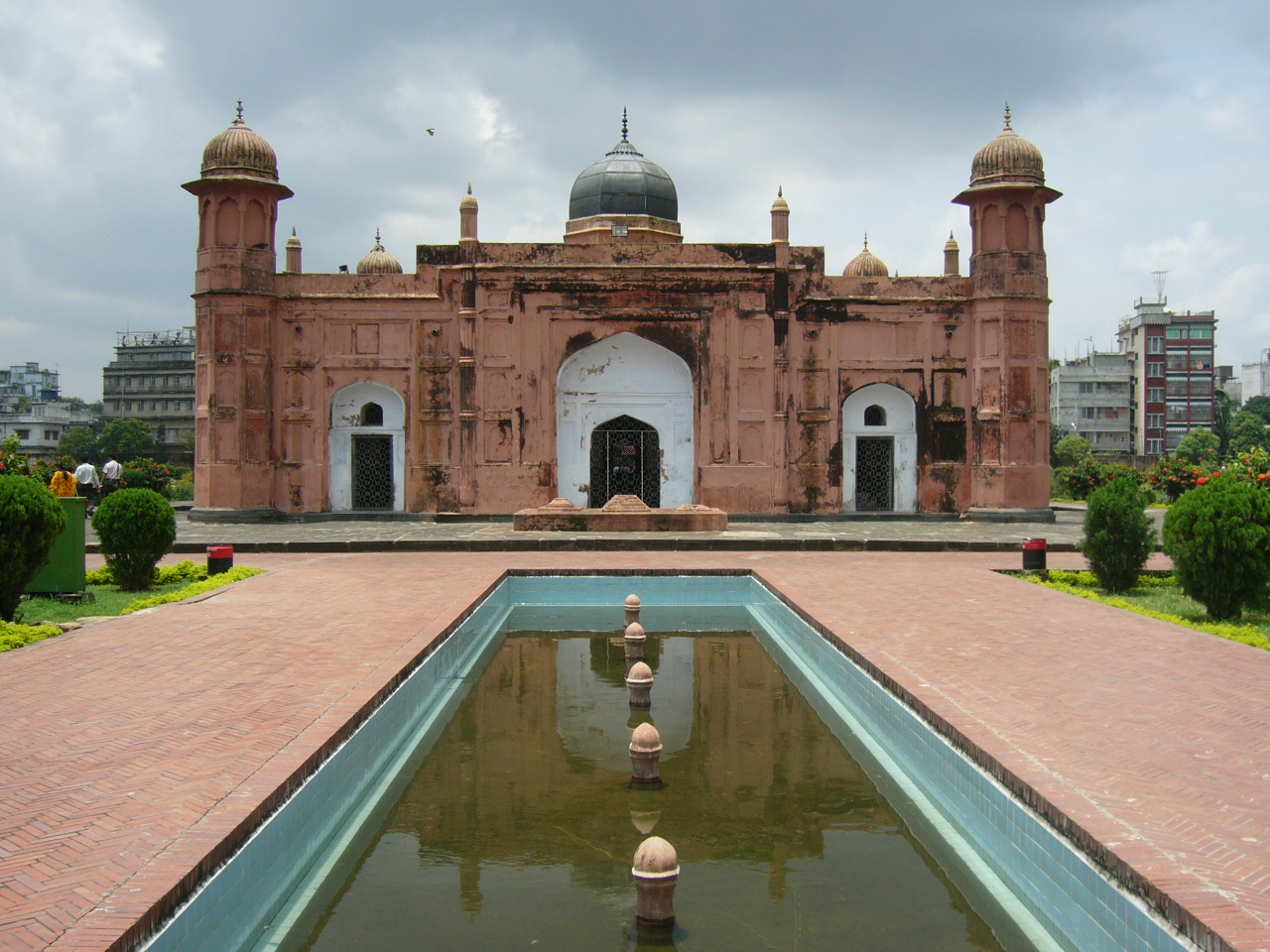
Das Mausoleum von Bibi Pari

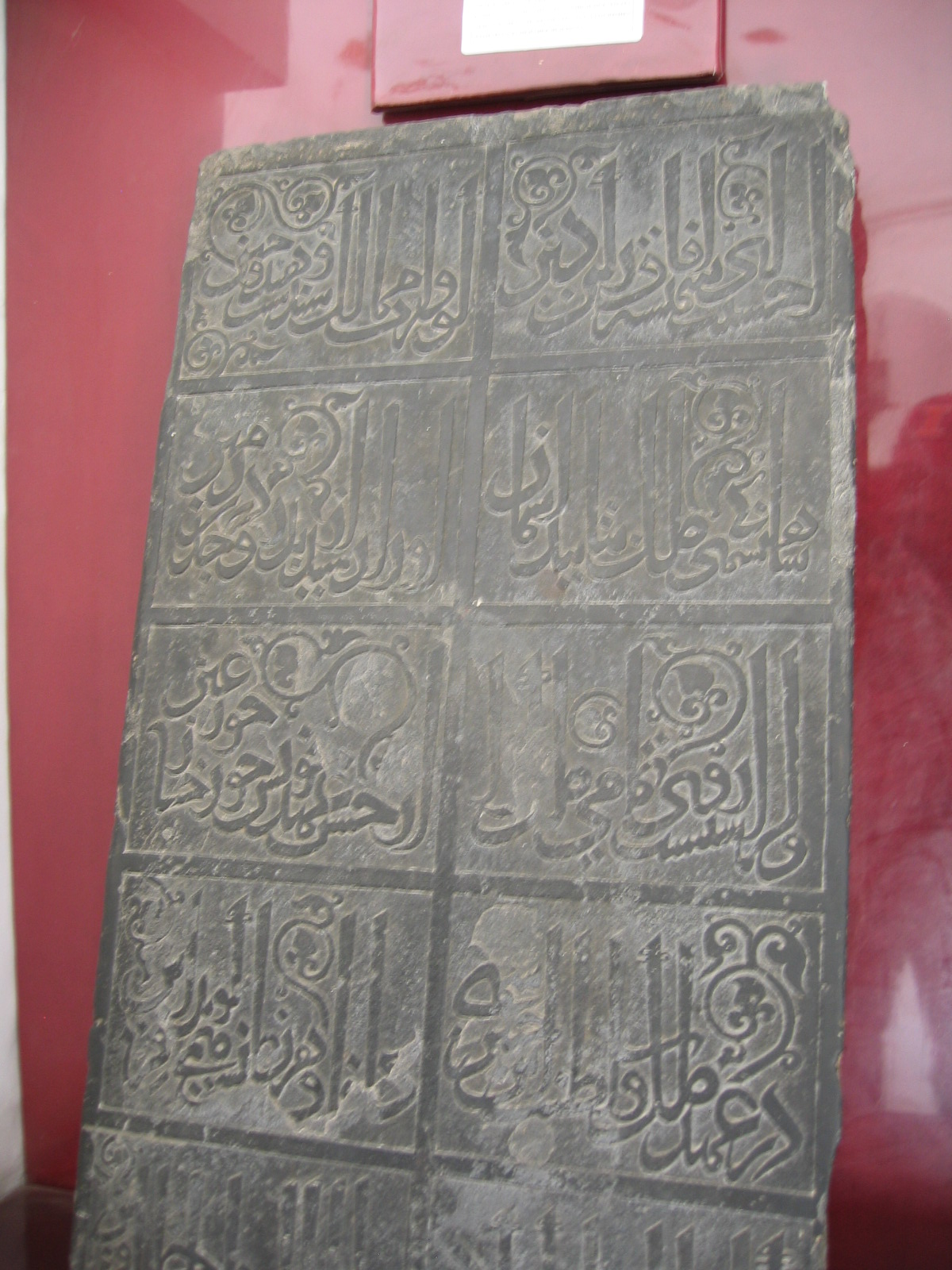
Exponat im Museum des Lalbag-Forts

Das Lalbag-Fort (Bengalisch: লালবাগের কেল্লা, lālbāger kellā; anglisiert: Lalbagh, dt.: Festung des Roten Gartens; auch bekannt als „Aurangabads Festung“) ist eine unvollendete Festungsanlage aus der Mogulzeit am Burigangafluss im Südwesten Dhakas in Bangladesch.
Die Arbeiten wurden 1678 unter Prinz Muhammad Azam, während seiner 15-monatigen Vize-Regentschaft über Bengalen begonnen. Sein Vater, Großmogul Aurangzeb, berief Subadar Shaista Khan zu seinem Nachfolger. Dieser setzte die Arbeiten an der Festung nicht fort, weshalb sie niemals völlig abgeschlossen wurden.
Zur Festung zählen eine zweistöckige Konferenzhalle (inklusive eines Hammam), ein Mausoleum, eine Moschee und ein Wasserreservoir. Die Festung ist von über 1,30 m dicken Mauern umgeben und besitzt drei Eingangstore.
Das zentral gelegene Mausoleum ist Bibi Pari, der Lieblingstochter Subadar Shaista Khans, gewidmet und wurde erst 1688 fertiggestellt.